# Stenocercus limitaris
Espèce
Stenocercus limitaris est une espèce de sauriens de la famille des Tropiduridae.

## Répartition
Cette espèce se rencontre :
- en Équateur dans les provinces d'El Oro et de Loja ;
- dans le nord-ouest du Pérou.

## Publication originale
- Cadle, 1998 : New species of lizards, genus Stenocercus (Iguania: Tropiduridae) from western Ecuador and Peru. Bulletin of the Museum of Comparative Zoology at Harvard College, vol. 155, n. 6, p. 257-297 (texte intégral).